# Cantó de Péronnas
El cantó de Péronnas era una divisió administrativa francesa del departament de l'Ain. Comptava amb 8 municipis i el cap era Péronnas. Va existir de 1985 a 2015.

## Municipis
- Lent
- Montagnat
- Montracol
- Péronnas
- Saint-André-sur-Vieux-Jonc
- Saint-Just
- Saint-Rémy
- Servas

## Història
| Data d'elecció | Identitat        | Partit        | Qualitat |
| -------------- | ---------------- | ------------- | -------- |
| 1985-1992      | Pierre Chambaud  | Divers droite |          |
| 1992-2004      | Marc Bernardin   | Divers droite |          |
| 2004-2015      | Christian Chanel | Divers droite |          |

## Demografia
| A partir de 1990 : Població sense dobles comptes |